# Stavební firma Václav Nekvasil
Stavební firma Václav Nekvasil působila v Československu v období 1867–1948. Za své vrcholné éry, ve 20. letech 20. století, byla největší stavební firmou na československém území.

## Historie
Zakladatelem společnosti byl Václav Nekvasil, který v 60. letech 19. století převzal rodinnou továrnu na asfaltovou lepenku v Praze-Kbelích a začal ji postupně rozšiřovat. Ještě v 60. letech 19. století se Václav Nekvasil spojil s karlínským podnikatelem Vincencem Daňkem, který se orientoval na výrobu cukrovarnických strojů – z tohoto spojení vznikly první stavební zakázky z oboru cukrovarnictví, především ve východních Čechách. Podílníkem firmy byl v té době východočeský podnikatel Antonín Čerych, spoluzakladatel Záložního úvěrního ústavu v Hradci Králové. Později se nicméně Nekvasilova firma orientovala spíše na pražské investiční skupiny. V roce 1906 převzal řízení firmy Václavův nejstarší syn Otakar Nekvasil, společnost ale působila dál po stejným jménem. V roce 1920 byla zastavena hradecká filiálka společnosti a nadále působila pod hlavičkou stavební firmy Robert Schmidt. Po Otakarově smrti v roce 1934 firmu převzal zástupce třetí generace, Ing. Václav Nekvasil. V roce 1937 se společnost pod jeho vedením dostala do insolvenčního řízení, v roce 1948 pak byla znárodněna a začleněna do Československých stavebních závodů.
V roce 1928 firma u příležitosti uplynulých 60 let své existence vydala bilanční knihu. V ní je mezi realizacemi uvedeno 66 obchodních domů, 33 školních budov, 14 nádraží, 11 kasáren, 6 soudních budov a trestnic, 6 kostelů, dále peněžní ústavy, nemocnice a sanatoria, plynárny, elektrárny, cihelny, továrny, pily, mostárny, strojírny, kotlárny, ocelárny, automobilky, tkalcovny a přádelny, továrny na tabák, obuv, papír, tiskárny a další objekty.

## Realizace
- Cukrovar v Cholticích pro hraběte Theodora Thuna (1868) – Václav Nekvasil zde působil jako architekt, stavební práce prováděl Antonín Čerych[1][4]
- Hospodářský dvůr barona Parische v Žamberku (1869)[1]
- Cukrovar velkostatku Bedřicha Karla Kinského v Kostelci nad Orlicí (1870)[1]
- Akciový cukrovar v Opatovicích (1870)[1]
- Cukrovar knížete Jiřího z Lobkovic v Rožďalovicích (1871)[1]
- Drážní budovy v Bavorsku (1873–79)[1]
- Velký školní dům v Chebu[1]
- Kostel v Schirdingu (70. léta 19. století)[2]
- 6 budov pro nádraží v Hofu (70. léta 19. století)[2]
- Budova Umělecko-průmyslové školy a Malířské akademie v Praze na Palachově náměstí (1882–84)[1]
- Radnice v Karlíně[1]
- Věznice na Pankráci (1886–88)[1]
- Jezdecká kasárna ve Vysokém Mýtě (1890)[1]
- Českoslovanská obchodní akademie v Praze v Resslově ulici (1891)[1]
- Královská česká zemská polepšovna v Opatovicích nad Labem (1892)[1]
- Jezdecká kasárna v Pardubicích (1895)[1]
- Sladovna právovárečného měšťanstva v Hradci Králové (1897)[1]
- Kadetní škola na Hradčanech (dnešní budova Ministerstva obrany ČR) (1898)[1]
- Jezdecká kasárna a městská elektrárna v Karlíně[2]
- Kasárna v Jindřichově Hradci[2]
- Policejní kasárna v Praze v Bartolomějské[2]
- Krajský soud v Uherském Hradišti[2]
- Měšťanská škola a reálka v Karlíně[2]
- Gymnázium ve Štěpánské ulici v Praze[2]
- Poštovní úřad v Písku[2]
- Kostel v Tochovicích[2]
- Měšťanský pivovar na Královských Vinohradech[2]
- První pražský měšťanský pivovar v Holešovicích[2]
- Schwarzenberský pivovar v Lounech[2]
- Sladovny v Uherském Hradišti a Hradci Králové[2]
- Cukrovar v Dřevohosticích[2]
- Dvě kruhové cihelny s žárovými pecemi ve Kbelích (dodávaly firmě cihly a tašky)[2]
- Bránický pivovar (1899)[1]
- Diecézní ústav pro hluchoněmé v Hradci Králové, tzv. Rudolfinum (1903)[1]
- Družstevní rolnické skladiště v Kuklenách a obilní sýpka rolnického družstva skladištního a výrobního v Hradci Králové a v Nechanicích (1904)[1]
- Palác Obchodní a živnostenské komory v Praze na náměstí Republiky (1904)[1]
- Akademické gymnázium v Praze (dnešní hlavní budova Pražské konzervatoře) (1905)[1]
- Bankovní budova filiálky Rakousko-uherské banky v Hradci Králové (1905, zbořeno 1933)[1]
- Záložní úvěrní ústav v Hradci Králové, Tomkova ulice (1905)[1]
- Činžovní dům Karla Schulze I a II v Hradci Králové, Tomkova ulice (1905)[1]
- Gymnázium v Třeboni (1906)[1]
- Kostel svatého Václava v Bohnicích (1906)[3]
- Ústav pro choromyslné v Bohnicích, 16 budov (1907, v roce 1908 dalších 7 budov)[1]
- Ústav pro choromyslné v Horních Beřkovicích, 3 budovy (1907)[1]
- Palác filiálky Wiener Bankverein (Vídeňská bankovní jednota) v Praze na Můstku (1907)[1]
- Budova pro státní úřady v Praze na Smíchově (dnešní sídlo Středočeského kraje) (1907)[1]
- Česká vysoká škola technická v Brně – Veveří (1908)[1]
- Obytné domy pro spolek státních úředníků v Přerově (1909)[1]
- Branické ledárny (1909–11)[3]
- Palmová zahrada (1910)[1]
- Julišův dům v Hradci Králové (1910)[1]
- Mohyla míru u Slavkova (1910–12)[3]
- Nová budova Záložního úvěrního ústavu v Hradci Králové (1911)[1]
- Sanatorium v Praze–Podolí (1911)[1]
- Palác pojišťovny Koruna v Praze, Václavské náměstí (1912)[1][3]
- Bankovní budova  filiálky Rakousko-Uherské banky, Dvůr Králové nad Labem (1913)[1]
- Palác Všeobecného penzijního ústavu v Praze, Rašínovo nábřeží (1913)[1]
- Palác Rakousko-uherské banky v Mladé Boleslavi (1914)[1]
- Válečná nemocnice v Pardubicích (1914)[1]
- České reálné gymnázium v Praze, Křížovnická ulice (1914)[1]
- Administrativní a hospodářské budovy a dělnické domky firmy Maštálka a spol., cukrovar v Dolním Bousově (1918)[1]
- 50 dělnických domků na Pražském Předměstí pro Stavební družstvo pro Hradec Králové a okolí (1919)[1]
- Přestavba Rudolfina a Akademického gymnázia na budovy československého parlamentu (1919)[1]
- Svobodárna pro nezámožné svobodné muže v Praze–Libni (1919)[1]
- 5 činžovních domů v Holešovicích (1919)[1]
- Učitelské domy v Praze (1920)[1]
- 3 obecní nouzové domy Nymburk (1920)[1]
- Činžovní obecní domy v Karlíně (1920)[1]
- Palác Legiobanky v Praze (1921)[1]
- Kaunicovy vysokoškolské koleje v Brně (1921)[1][3]
- 25 rodinných domků pro Stavební družstvo úředníků obecních zemských a státních na Ořechovce ve Střešovicích a 8 domů Stavebního družstva úředníků obce Pražské jejích ústavů a podniků (1922)[1]
- Bytové domy v Praze pro Škodovy závody (1922)[1]
- Činžovní dům Anny a Oldřicha Liskových (1922–23)[5]
- Okresní nemocnice v Jičíně (1923)[1]
- Mlékárna Rolnických družstevních podniků v Jičíně (1923)[1]
- Rolnická škola v Jičíně (1923)[1]
- Palác Adria (1923–24)[3]
- Budova Umělecké Besedy v Praze (1924)[1][3]
- Rodinné domky družstva „Náš domov“ v Praze–Břevnově (1924)[1]
- Rekonstrukce státního cukrovaru ve Smiřicích nad Labem (1924)[1]
- Rekonstrukce a přístavby rolnického cukrovaru v Syrovátce (1924)[1]
- Masarykovy koleje v Dejvicích (1924)[1]
- Státní hydroelektrárna v Přelouči (1924)[1]
- Tiskárna bankovek pro Národní banku v Praze v Růžové ulici (1924)[1]
- Adaptace vily Bianca v Bubenči pro generálního ředitele Škodových závodů JUDr. Karla Löwensteina (1924)[1]
- Rekonstrukce rolnického cukrovaru v Předměřicích nad Labem (1925)[1]
- Městská knihovna Praha, Mariánské náměstí (1925)[1][3]
- Městská spořitelna v Nymburce (1925)[1]
- Palác YMCA v Praze v ulici Na Poříčí (1925)[1]
- Dělnická úrazová pojišťovna na nábřeží v Praze–Holešovicích (1926)[1]
- Tkalcovna firmy Čerych v Jaroměři (1926)[1]
- Sanatorium pro plicní choroby „Humanita“ v Prosečnici v Posázaví (1926)[1]
- Masarykovy domovy v Krči, Ústřední zaopatřovací ústav Hlavního města Prahy (9 budov) (1926)[1][3]
- Zemědělské muzeum v Bratislavě (dnešní budova Slovenského národného múzea) (1926)[1]
- Rodinný dům Ladislava Feierabenda v Praze na Ořechovce (1927)[1]
- Adaptace vily Vavro Šrobára v Bratislavě (1927)[1]
- Budovy ministerstva financí v Praze na Malé Straně (1927–34)[1][3]
- Palác firmy Škoda v Praze na Jungmannově náměstí (1929)[1]
- Husův sbor v Praze–Vršovicích (1929–30)[2]
- Podolská vodárna (1929–31)[3][6]
- Rekonstrukce a přístavba Černínského paláce (sídlo ministerstva zahraničních věcí) (1929–34)[1]
- Krajský soud v Užhorodu (1930)[1]
- Tepelná elektrárna v Užhorodu (1930)[1]
- Spolkový dům Ženského klubu českého v Praze v ulici Ve Smečkách (1931–33)[1]
- Palác České průmyslové banky v Praze na nároží Panské ulice a ulice Na Příkopě (1933)[1]
- Pohraniční vojenské opevnění u Opavy (1936–38)[1]
- Pohraniční vojenské opevnění u Chrastavy (1938)[1]
- Továrna na letadla v Letňanech[3]